# Leptohalysis
Leptohalysis es un género de foraminífero bentónico de la subfamilia Reophacinae, de la familia Hormosinidae, de la superfamilia Hormosinoidea, del suborden Hormosinina y del orden Lituolida. Su especie tipo es Reophax catella. Su rango cronoestratigráfico abarca el Holoceno. 

## Discusión
Clasificaciones previas incluían Leptohalysis en la familia Hormosinidae y en el suborden Textulariina del orden Textulariida o en el orden Lituolida sin diferenciar el suborden Hormosinina.

## Clasificación
Leptohalysis incluye a las siguientes especies:
- Leptohalysis catella
- Leptohalysis collinsi
- Leptohalysis gracilis
- Leptohalysis kaikoi
- Leptohalysis scottii

Otra especie considerada en Leptohalysis es:
- Leptohalysis catenata, aceptado como Reophax catenatus